# Parti communiste du Canada
Pour les articles homonymes, voir Parti communiste du Canada (homonymie).
Le Parti communiste du Canada (en anglais : Communist Party of Canada) est un parti politique fédéral et une organisation politique communiste du Canada. Fondé dans l'illégalité en 1921, c'est le deuxième plus ancien parti politique fédéral canadien toujours inscrit après le Parti libéral du Canada. Il est actuellement affilié à la Rencontre internationale des partis communistes et ouvriers.
Sur le plan électoral, le parti possède un impact marginal, il n'est pas représenté à la Chambre des communes du Canada. Dans les années 1940, le parti parvenu à faire élire un candidat, Fred Rose à la Chambre des communes. D'autres membres du parti ont été élus à l'Assemblée législative de l'Ontario, à l'Assemblée législative du Manitoba et lors d'élections municipales. Le parti fut déclaré illégal par le Gouvernement du Canada en 1921, 1932 et 1940 pour activé séditieuse. Il fut connu sous le nom de Parti ouvrier progressiste de 1940 à 1959.
Selon son programme « Notre avenir au Canada : le socialisme! », le Parti communiste du Canada concentre la plupart de ces efforts sur le travail politique extra-parlementaire. Il souhaite une « alliance démocratique, anti-monopoliste et anti-impérialiste [qui aura] pour objectif la restructuration démocratique de la société canadienne, afin de donner la priorité aux intérêts de la majorité des Canadiens et Canadiennes ».

## Histoire

### Débuts et formation (1921-1929)
La création du Parti communiste du Canada est le résultat du regroupement de militants socialistes et pacifistes provenant du mouvement ouvrier et de groupes tels que le Parti socialiste du Canada, le Parti ouvrier socialiste d'Amérique et la One Big Union. Ces premiers membres sont influencés par la révolution d'Octobre en Russie et sont radicalisés par les conséquences de la Première Guerre mondiale et la lutte pour l'amélioration des conditions de vie et de travail.
Le parti est fondé en clandestinité dans la grange du 257, rue Metcalfe, à Guelph en Ontario les 28 et 29 mai 1921. En plus d'une délégation de 3 membres de l'Internationale communiste, ce sont 21 délégués représentant 650 membres à travers le pays qui participent à ce congrès de fondation - Tom Burpee est nommé chef du parti. L'Internationale communiste autorise la création du parti le 28 décembre 1921 - Bill Moriarty remplace Tom Burpee à la tête du parti.
Connu à sa fondation comme le Workers’ Party of Canada en février 1922, il deviendra le Communist Party of Canada en 1924. Le parti publie le journal The Worker à partir de mars 1922. La Ligue de la jeunesse communiste du Canada est fondée en juillet 1922. Le président du Parti Jack MacDonald devient chef en 1923. En 1925, le parti compte 4 500 membres.

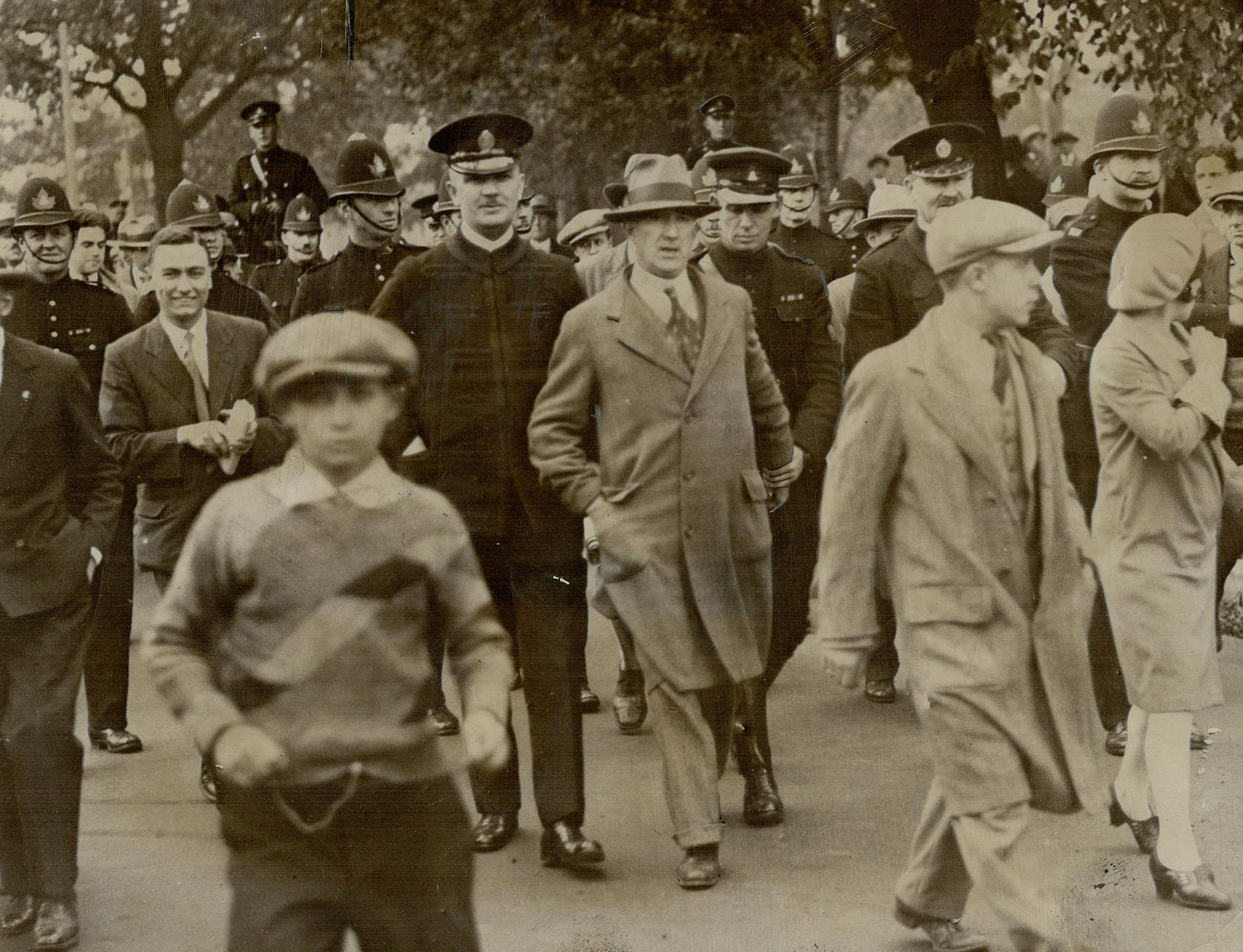
Jack MacDonald, chef du parti de 1923 à 1929, est escorté par la police après une tentative échouée d'organiser un rassemblement pour la liberté d'expression à Queen's Park, Toronto.

Le Parti communiste du Canada connait une certaine popularité parmi les immigrants récents, notamment ceux originaires d'Ukraine et de Finlande. Ces travailleurs, principalement actifs dans les secteurs de la sylviculture, des mines, de l'agriculture, des chemins de fer et du textile, étaient souvent confrontés à des conditions de travail difficiles. En réponse à ces enjeux, le Parti communiste fonde la branche canadienne de la Ligue d'éducation syndicale, qui s'implique dans l'organisation des travailleurs dans les camps de bûcherons et les mines.
Durant ses premières années d'existence, le Parti communiste du Canada est réprimé par la police et le gouvernement canadien pour activités séditieuses. Les autorités justifient la répression par l'article 98 du Code criminel. La Gendarmerie royale du Canada interrompt les réunions du parti, perquisitionne ses bureaux, confisque sa documentation. Le 13 août 1929, un rassemblent de communistes à Queen's Park est violemment dispersé par la police de Toronto.
Entre 1927 et 1929, le Parti communiste du Canada traverse une période de débats politiques internes intenses. Ces discussions révèlent des divisions idéologiques profondes, conduisant à l'expulsion de membres, notamment des trotskistes et des partisans de l'exceptionnalisme nord-américain, une théorie selon laquelle l'Amérique du Nord nécessitait une approche distincte du communisme.
Maurice Spector, président du parti, et Jack MacDonald, secrétaire général, sont expulsés respectivement en 1928 et 1930 pour leur adhésion au trotskisme. Ils deviendront par la suite membres fondateurs de l'Opposition internationale de gauche (trotskiste) du Canada. William Moriarty est également exclu en raison de son soutien à l'Opposition communiste internationale et de sa sympathie pour Jay Lovestone (en), un dirigeant communiste américain critique de la ligne soviétique.
Ces divisions étaient principalement liées à des questions stratégiques et tactiques, ainsi qu'à des désaccords sur la nature du socialisme en Union soviétique et sur la situation du Canada en tant que puissance impérialiste. Bien que certains membres, comme J.B. Salsberg, aient d'abord soutenu ces critiques, la majorité des militants reste fidèle à la ligne officielle du parti.
Ces débats ont aussi permis l'émergence de Tim Buck, qui devient une figure dominante et prend la direction du parti en juin 1929. Sous sa direction, le Parti communiste du Canada se réorganise et consolide son orientation autour des principes dictés par l'Internationale communiste.

### Grande Dépression (1930-1935)

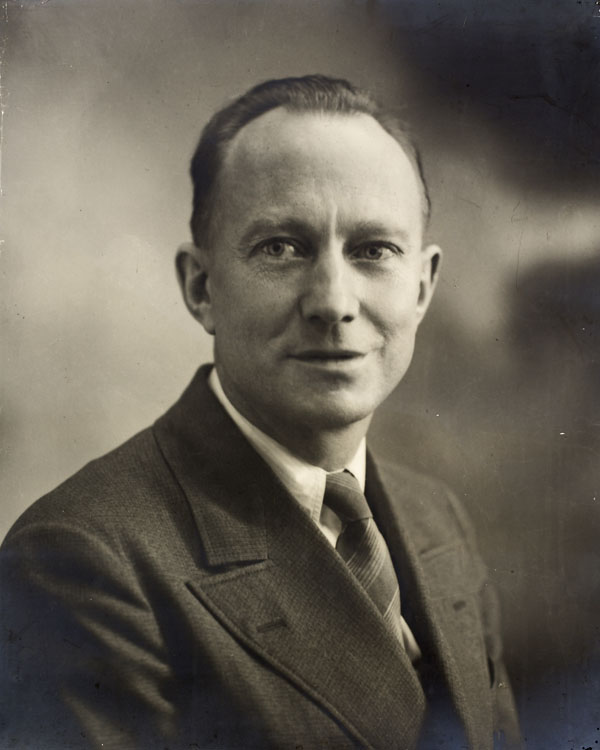
Tim Buck, secrétaire général du Parti communiste du Canada de 1929 à 1962

En 1929, un krach boursier précipite une crise économique majeure au Canada et dans d'autres pays, provoquant une augmentation du chômage, de la pauvreté et des difficultés économiques pour de nombreuses familles ouvrières et agricoles. En 1930, le gouvernement conservateur de Richard Bedford Bennett, élu dans ce contexte, met en place des camps de secours pour les jeunes hommes au chômage.
Le Parti communiste du Canada propose une analyse de la situation et fait plusieurs revendications comme l'introduction de l'assurance emploi, d'un système national d'assurance maladie universelle, la gratuité scolaire, ainsi que des aides sociales et à l'emploi pour les jeunes. Le parti milite également pour des lois encadrant la santé et la sécurité au travail, la régulation du temps de travail et des congés, un salaire minimum pour les femmes et les jeunes, ainsi que des mesures pour soutenir les agriculteurs avec une assurance-récolte et un contrôle des prix.
En 1931, les autorités perquisitionnent les bureaux du parti et arrêtent huit membres, dont Tim Buck et Tom McEwen, en vertu de la section 98 du Code criminel, qui interdit de promouvoir la violence pour un changement politique. En réponse, le parti et la Ligue d'unité ouvrière (LUO) mènent une campagne pour leur libération, réunissant une pétition signée par 450 000 personnes. Après leur libération en 1934, une grande assemblée a lieu au Maple Leaf Gardens, rassemblant un large public.
Bien que le parti soit interdit, il continue à organiser des mouvements, notamment en jouant un rôle dans des grèves importantes, comme celle des mineurs à Estevan. De 1933 à 1936, la LUO mène une grande partie des grèves au Canada. En 1934, le PCC adapte ses stratégies en faveur d'une approche unifiée contre le fascisme.
Dans les Prairies, le parti organise des actions de soutien aux agriculteurs, notamment contre les expulsions, et mobilise des manifestations comme les « marches de la faim ». En 1936, James Litterick est élu à l'Assemblée législative du Manitoba, devenant ainsi le premier membre du PCC à occuper ce poste.
Le parti participe également à des efforts de syndicalisation dans divers secteurs industriels, notamment dans ceux de l'automobile, de la métallurgie, des marins, des mineurs et des ouvriers du bois et de l'électricité. Des groupes comme l'Association des sports ouvriers fournissent des programmes de loisirs à la jeunesse ouvrière.
Le PCC s'engage aussi dans des causes internationales, notamment en mobilisant des volontaires pour soutenir la guerre civile espagnole. Parmi les membres impliqués, Norman Bethune se distingue par ses contributions médicales et son engagement international. À partir de 1935, le parti appelle à des alliances électorales avec la Fédération du Commonwealth coopératif (FCC), une question débattue au sein de ce dernier.
Au Québec, en 1937, une loi est adoptée pour limiter les activités perçues comme communistes, donnant aux autorités le pouvoir de fermer des lieux associés à de telles activités. Malgré cela, le PCC poursuit ses efforts à travers des organisations telles que la Ligue canadienne pour la paix et la démocratie, créée en 1934.

### Seconde Guerre mondiale
En 1940, peu après l'entrée du Canada dans la Seconde Guerre mondiale, le Parti communiste du Canada s'oppose à la guerre, la considérant non pas comme une lutte antifasciste, mais comme un conflit entre nations capitalistes. Cette position est influencée par le Pacte Molotov–Ribbentrop, signé entre l'Union soviétique et l'Allemagne nazie.
Cette opposition entraine l'interdiction du PCC en vertu des règlements de défense du Canada de la Loi sur les mesures de guerre. Plusieurs dirigeants communistes sont internés dans des camps, souvent bien avant les fascistes. Alors que le nombre de dirigeants emprisonnés augmente, certains membres du parti passent dans la clandestinité ou s'exilent aux États-Unis. Les conditions dans les camps sont difficiles, ce qui pousse les épouses des hommes internés à lancer une campagne pour permettre des visites familiales et obtenir leur libération.
En 1940, Dorise Nielsen est élue au Parlement du Canada avec le soutien du PCC, dans le cadre du Front populaire de l'Unité Progressiste, devenant ainsi la seule femme élue cette année-là. Elle garde secrète son affiliation au parti jusqu'en 1943.
Lorsque l'Allemagne envahit l'Union soviétique en 1941, provoquant la fin du Pacte Molotov–Ribbentrop, le parti change de position. Il considère désormais la guerre comme une véritable lutte antifasciste. Le parti retire alors son opposition à la guerre, estimant que les dangers pour la classe ouvrière sur le plan international surpassent les intérêts nationaux.
Lors des élections de 1943 en Ontario, A.A. MacLeod et J.B. Salsberg sont élus à l'Assemblée législative de la province, tandis que Fred Rose devient le seul communiste ouvertement élu au Parlement canadien lors d'une élection partielle.
En 1944, pendant la Crise de la conscription, le PCC, toujours interdit, crée des « Comités plébiscitaires Tim Buck » à travers le pays pour soutenir un vote favorable lors du référendum sur la conscription. Après le plébiscite, ces comités sont renommés le Comité communiste-travailleur pour l'effort total de guerre et appellent à un soutien complet pour l'effort de guerre, incluant une promesse de non-grève pendant la durée du conflit et l'augmentation de la production industrielle. En parallèle, le Conseil national pour les droits démocratiques est créé sous la présidence d'A.E. Smith pour faire campagne en faveur de la légalisation du PCC et la libération des communistes et antifascistes internés.

### Guerre froide
Bien que le Parti communiste du Canada soit resté interdit, l'entrée de l'Union soviétique dans la guerre et la libération éventuelle des dirigeants internés du parti canadien ont conduit à la fondation, en 1943, du Parti ouvrier-progressiste (POP) en tant que façade légale. Le parti a présenté des candidats sous ce nom jusqu'en 1959. À son apogée, au milieu des années 1940, le POP comptait quatorze élus au niveau fédéral, provincial et municipal. Plusieurs membres du parti élus à cette époque se sont distingués :
- Dorise Nielsen, députée de la Saskatchewan élue en 1940 sous la bannière de l'Unité progressiste, a déclaré son affiliation au POP lors de sa création en août 1943 et s'est représentée, sans succès, sous cette étiquette.
- Mary Kardash et William Ross ont été administrateurs scolaires à Winnipeg sous l'étiquette du POP, puis du Parti communiste.
- Jacob Penner et Joseph Zuken, tous deux conseillers municipaux populaires à Winnipeg, ont marqué la ville, Zuken devenant administrateur scolaire avant de succéder à Penner au conseil municipal, lorsque le POP reprend le nom de Parti communiste du Canada.
- Bill Kardash et James Litterick ont été députés du POP au Manitoba.
- Alexander A. Parent, membre du POP et président de la section locale 195 du syndicat UAW, a été élu député du Parti libéral-travailliste dans la circonscription d’Essex Nord en 1945. Il a rompu avec les libéraux en 1946 et a passé le reste de son mandat comme député travailliste, collaborant avec les deux députés du POP, MacLeod et Salsberg. Il ne s'est pas représenté en 1948.
- Stanley Bréhaut Ryerson, Sam Carr, Charles Simms et Norman Freed ont été conseillers municipaux à Toronto sous l'étiquette du POP, tandis que Stewart Smith a été élu au conseil de direction de la ville. Edna Ryerson, Elizabeth Morton et John Boyd ont été élus au conseil scolaire en 1944.
- Harry Rankin a siégé au conseil municipal de Vancouver, représentant le Comité des électeurs progressistes, qu'il a contribué à fonder à la fin des années 1960. Bien qu'il ne soit pas officiellement membre du PCC, il était proche de leurs idées.
- James Wallace a été conseiller dans le village de Long Branch, en banlieue de Toronto, de 1942 à 1952.
- Une petite municipalité rurale de Clayton, en Saskatchewan, a élu un maire communiste à l'une de ses villes.
- En 1933, Blairmore, en Alberta, a élu un conseil municipal et un conseil scolaire majoritairement communistes et a renommé la rue principale « Tim Buck Avenue » et le parc principal « Karl Marx Park ».

En 1945, Igor Gouzenko, un employé de l'ambassade soviétique, fait défection au Canada et affirme que plusieurs communistes canadiens font partie d'un réseau d'espionnage fournissant des informations secrètes à l'Union soviétique. La Commission Kellock-Taschereau, convoquée par le premier ministre William Lyon Mackenzie King pour enquêter sur cette affaire, conduit à la condamnation de Fred Rose et d'autres communistes.
La Gendarmerie royale du Canada établit dans les années 1950 un programme secret visant à assurer une surveillance continue de milliers de militants de gauche en cas de conflit avec l’URSS. Lors de la crise d'Octobre 1970 au Québec, plusieurs centaines de personnes, notamment des militants communistes, sont arbitrairement arrêtées sur la base de listes établies dans le cadre de ce programme.
En 1956, le discours secret de Nikita Khrouchtchev critiquant la gestion de Joseph Staline et l'invasion soviétique de la Hongrie ébranle la confiance de nombreux communistes à travers le monde. Le PCC est également divisé par une crise après le retour de J.B. Salsberg d'un voyage en Union soviétique, où il découvre un antisémitisme systématique encouragé par le parti. Ses rapports sont rejetés par le PCC, qui le suspend de ses instances dirigeantes. Cette crise entraine le départ de l'Ordre uni des peuples juifs, de Salsberg, de Robert Laxer et de la majorité des membres juifs du parti en 1956. De nombreux autres membres, dont plusieurs figures importantes, quittent également le parti.
Dans les années 1960, le Département d'État des États-Unis estimait à environ 3 500 le nombre de membres du PCC. L'invasion de la Tchécoslovaquie par l'Union soviétique en 1968 pousse d'autres membres à quitter le parti. De nombreuses femmes sont également découragées de s'engager, le PCC étant alors réticent à discuter des enjeux politiques liés au genre et aux femmes. Le parti craignait que ces discussions ne détournent l'attention de l'objectif global de la révolution de classe. Certaines femmes radicales ont critiqué ce qu'elles considéraient comme de l'hypocrisie de la part des hommes du parti, qui refusaient de discuter de questions de genre malgré des comportements personnels contradictoires.
Le parti est également actif dans les luttes des peuples autochtones. Jim Brady et Malcolm Norris, par exemple, sont les fondateurs des associations métisses de la Saskatchewan et de l'Alberta dans les années 1940 et 1950.

### Effondrement du bloc soviétique et scission du parti
Comme la plupart des partis communistes, le Parti communiste du Canada traverse une crise après la dissolution de l'Union soviétique, ce qui conduit à une scission. Sous la direction du secrétaire général George Hewison (1988–1991), la direction du PCC et une partie de ses membres commencent à s'éloigner du marxisme-léninisme en tant que fondement de la perspective révolutionnaire du parti, avec pour objectif de le remplacer par une entité plus modérée.
Cette crise idéologique et politique prolongée crée une grande confusion au sein du parti et paralyse son travail autonome ainsi que ses efforts pour former des fronts unis pendant plus de deux ans. La majorité menée par Hewison au sein du comité central vote en faveur de l'abandon du marxisme-léninisme. Cependant, une minorité orthodoxe, dirigée par Miguel Figueroa, Elizabeth Rowley et l'ancien leader William Kashtan, s'oppose à cette démarche. Lors du 28e Congrès à l'automne 1990, le groupe de Hewison réussit à conserver le contrôle du comité central, mais au printemps 1991, de plus en plus de membres du parti se retournent contre les politiques réformistes de Hewison.
Des congrès provinciaux clés ont lieu en 1991 dans les principales bases provinciales du PCC : la Colombie-Britannique et l'Ontario. Lors du congrès de la Colombie-Britannique, les délégués évincent Fred Wilson, l'un des principaux leaders du groupe Hewison. Quelques mois plus tard, en juin 1991, les délégués réélisent massivement Elizabeth Rowley à la tête du parti en Ontario et soutiennent les partisans du courant marxiste-léniniste.
Le 27 août 1991, le groupe Hewison expulse onze des principaux leaders de l'opposition, dont Rowley, Emil Bjarnason et l'ancien organisateur central John Bizzell. Le comité exécutif central, sous le contrôle de Hewison, dissout également le comité provincial de l'Ontario.
La majorité des cellules et comités locaux du PCC s'opposent à ces expulsions et demandent la tenue d'un congrès extraordinaire pour résoudre la crise de manière démocratique. Bien que des protestations éclatent pendant la réunion du comité central en octobre 1991, aucun congrès extraordinaire n'est convoqué. Face à cette situation, Rowley et les autres membres expulsés menacent de porter l'affaire en justice. Après plusieurs mois de négociations entre le groupe Hewison et le comité de négociation « All-Canada », un accord à l'amiable est trouvé. Le groupe de Hewison accepte de quitter le PCC et de renoncer à toute revendication sur le nom du parti, emportant avec lui une grande partie des actifs du parti via la Société Cecil-Ross, une fondation éducative et éditoriale autrefois associée au PCC.
Après le départ du groupe dirigé par Hewison, un congrès se tient en décembre 1992, au cours duquel les délégués décident de poursuivre avec l'existence du PCC (cette réunion est ainsi nommée le 30e Congrès du PCC). Les délégués rejettent les politiques réformistes mises en place par le groupe Hewison et réaffirment l'engagement du PCC envers le marxisme-léninisme. Étant donné que la plupart des actifs de l'ancien parti se trouvaient désormais sous le contrôle de la Société Cecil-Ross, le congrès décide de lancer un nouveau journal, « People's Voice », pour remplacer l'ancien « Canadian Tribune ». Un nouveau comité central est élu, avec Miguel Figueroa comme chef du parti. Le congrès amende également les statuts du parti pour accorder plus de contrôle aux membres tout en maintenant le centralisme démocratique comme principe organisationnel.
Pendant ce temps, les anciens communistes conservent la Société Cecil-Ross comme fondation politique pour poursuivre leurs efforts. Ils vendent également l'édifice du siège du parti situé au 24, rue Cecil, après avoir liquidé plusieurs entreprises associées au parti, telles que l'imprimerie Eveready Printers et Progress Publishers. La Société Cecil-Ross conserve les droits sur le « Canadian Tribune », qui avait été le journal hebdomadaire du parti pendant des décennies, ainsi que sur environ la moitié des actifs du parti. La Société met fin à la publication de « Canadian Tribune » et tente de lancer un nouveau périodique de gauche, « New Times », qui échoue après quelques numéros, suivi de « Ginger », qui ne publie que deux numéros.

### Histoire récente
Le parti ainsi rénové, bien que comptant beaucoup moins de membres et de ressources, doit désormais faire face à de nouveaux défis et menaces pour sa survie. Des modifications à la Loi électorale du Canada, introduites par le gouvernement conservateur de Brian Mulroney et adoptées par le Parlement au printemps 1993, imposent qu'un parti politique incapable de présenter 50 candidats à une élection fédérale générale soit automatiquement radié et ses actifs confisqués. Le PCC n'était alors pas en mesure de présenter 50 candidats lors de l'élection fédérale de 1993 (ne présentant que huit candidats), ses actifs sont donc saisis et le parti radié. Le PCC avait tenté d'obtenir une injonction pour éviter cette radiation, mais l'action en justice échoue.
Il s'ensuit une bataille politique et judiciaire de dix ans, « Figueroa v. Canada (AG) », qui rallie un large soutien populaire. Plusieurs députés soutiennent ouvertement la contestation, et d'autres petits partis politiques, notamment le Parti vert, se joignent à la cause. Jamais une contestation judiciaire n'avait entrainé des modifications législatives à trois reprises. Le projet de loi C-2 (2000) modifie la Loi électorale du Canada pour, entre autres, supprimer la saisie inconstitutionnelle des actifs des partis qui ne pouvaient présenter 50 candidats et permet le remboursement complet des dépôts des candidats. Le parti voit sa radiation annulée et ses actifs confisqués lui sont restitués. Le projet de loi C-9 (2001) abaisse le seuil de 50 à 12 candidats pour qu'un identifiant de parti apparaisse sur le bulletin de vote. Après que la Cour suprême du Canada ait unanimement jugé que le seuil des 50 candidats était inconstitutionnel, le gouvernement Chrétien est contraint de présenter et d'adopter le projet de loi C-3 (2003), qui supprime complètement cette règle pour l'enregistrement des partis. Cette victoire est saluée par plusieurs autres petits partis, indépendamment des différences politiques, car elle est considérée comme une victoire pour le droit démocratique de choisir.
Pendant cette période, le PCC entreprend la réorganisation de sa section québécoise, le Parti communiste du Québec (PCQ). Le parti commence également à publier périodiquement « Spark! », une revue de théorie marxiste et de discussions. En 2001, le parti adopte une mise à jour complète de son programme et le rebaptise « Notre avenir au Canada : le socialisme! ».
Le PCC ravive son implication de longue date dans le mouvement syndical, son soutien à l'organisation syndicale et aux campagnes, ainsi que dans le mouvement de réforme civique et dans plusieurs groupes et coalitions de justice sociale, anti-guerre et de solidarité internationale. La Ligue de la jeunesse communiste (LJC) est rétablie en 2007 et implante depuis des sections locales dans plusieurs villes du Canada, en plus de tenir plusieurs congrès centraux.
Le PCC tient son 37e Congrès central en février 2013 à Toronto. Selon un article du « Toronto Star », l'assemblée réunit 65 délégués, principalement de l'Ontario, de la Colombie-Britannique et du Québec, avec quelques délégués venus de l'Alberta, de la Saskatchewan, du Manitoba et de la Nouvelle-Écosse. Le leader du parti, Miguel Figueroa, appelle à la présentation de 25 candidats à l'occasion de l'élection fédérale qui suit.
Cependant, en raison de problèmes de santé, Miguel Figueroa démissionne de son poste de chef du parti en 2015 après 23 ans de service. Elizabeth Rowley devient ainsi la première femme à diriger le parti après avoir été élue par le comité central le 31 janvier 2016. Sous la direction de Rowley, le parti présente 30 candidats lors de l'élection fédérale canadienne de 2019 et termine en douzième position, recevant 3 905 voix et 0,02 % du vote populaire.
Le PCC tient son 38e Congrès central en mai 2016, à nouveau à Toronto. La réunion attire environ 70 à 80 délégués venus de l'Ontario, de la Colombie-Britannique, du Québec, du Manitoba, de l'Alberta, de la Nouvelle-Écosse, de Terre-Neuve et du Nouveau-Brunswick, par ordre de taille des délégations. À cette occasion, un hommage spécial est rendu à l'ancien chef Miguel Figueroa.

## Anticapitalisme

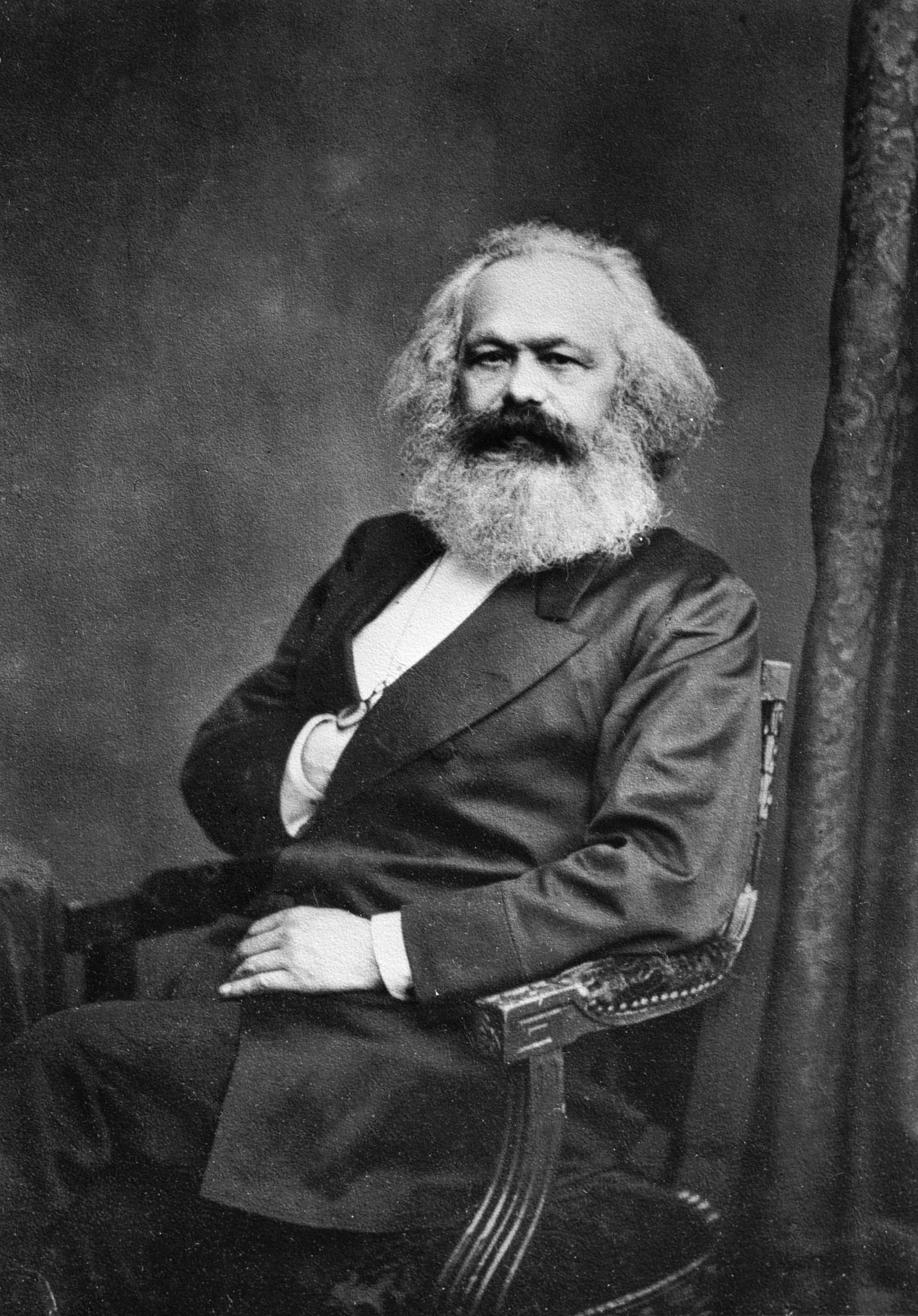
Karl Marx, sociologue et philosophe à l'origine du Matérialisme historique.

Le Parti Communiste du Canada adopte une position anticapitaliste dans l'optique de la lutte des classes qu'il désigne comme le conflit fondamental entre le capital et le travail. Le parti dénonce la propriété privée des moyens de production, des banques, des ressources naturelles et l'exploitation des travailleurs salariés en mettant l'emphase sur la classe ouvrière et ses alliés: les chômeurs, les travailleurs indépendants et les familles.
Le parti considère le Canada comme un pays « capitaliste monopoliste d'État », c'est-à-dire un état instrumentalisé par la classe capitaliste, et impérialiste dans la mesure où le pays est membre de l'OTAN et participe, via ses multinationales à l'exploitation des travailleurs d’autres pays.
Le parti insiste également sur le fait que le capitalisme génère, par sa nature, des crises économiques et que le keynésianisme et sa doctrine opposée, le néolibéralisme, sont inefficaces et, dans le cas du néolibéralisme, constitue une attaque envers les droits humains et sociaux. Il considère également que la technologie combinée à la propriété intellectuelle ne permet pas, en soi, d'émanciper la classe ouvrière; elle accélère l'accumulation du capital, crée le chômage et la précarité.

### Protection de l’environnement
Pour les communistes, la dégradation de l'environnement et l'épuisement des ressources naturelles sont des conséquences normales et inévitables du capitalisme qui ne peuvent être résolues grâce à des réformes. Les catastrophes environnementales, le réchauffement climatique et la diminution de la diversité biologique participent à l'accroissement des disparités et à la détérioration des conditions de vie partout sur la planète. La propriété intellectuelle de la vie, comme dans le cas des organismes génétiquement modifiés en agriculture, participe à la création de monopoles alimentaires.

## Résultats

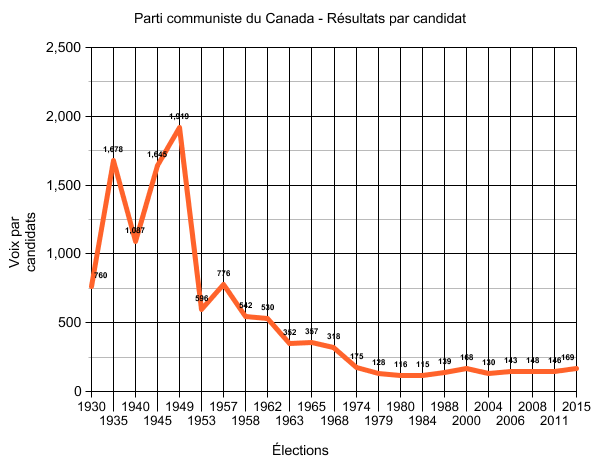
Résultats moyens par candidats.

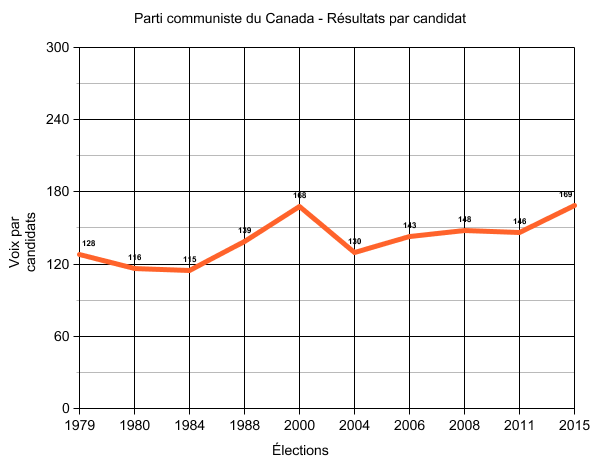
Résultats moyens par candidats lors des 10 dernières élections fédérales.

| Élections | # de candidats | # de voix | x̄ par candidat | % des voix | # d'élus |
| --------- | -------------- | --------- | -------------- | ---------- | -------- |
| 1930      | 6              | 4 557     | ±760           | 0,12 %     | 0        |
| 1935      | 12             | 20 140    | ±1678          | 0,46 %     | 0        |
| 1940      | 8              | 8 699     | ±1087          | 0,19 %     | 0        |
| 1945      | 68             | 111 892   | ±1645          | 2,13 %     | 1        |
| 1949      | 17             | 32 623    | ±1919          | 0,56 %     | 0        |
| 1953      | 100            | 59 622    | ± 596          | 1,06 %     | 0        |
| 1957      | 10             | 7 760     | ± 776          | 0,12 %     | 0        |
| 1958      | 18             | 9 769     | ± 542          | 0,13 %     | 0        |
| 1962      | 12             | 6 360     | ± 530          | 0,08 %     | 0        |
| 1963      | 12             | 4 234     | ± 352          | 0,05 %     | 0        |
| 1965      | 12             | 4 285     | ± 357          | 0,06 %     | 0        |
| 1968      | 14             | 4 465     | ± 318          | 0,05 %     | 0        |
| 1974      | 69             | 12 100    | ± 175          | 0,13 %     | 0        |
| 1979      | 71             | 9 141     | ± 128          | 0,08 %     | 0        |
| 1980      | 52             | 6 022     | ± 116          | 0,06 %     | 0        |
| 1984      | 51             | 7 479     | ± 115          | 0,06 %     | 0        |
| 1988      | 51             | 7 066     | ± 139          | 0,05 %     | 0        |
| 2000      | 52             | 8 776     | ± 168          | 0,07 %     | 0        |
| 2004      | 35             | 4 568     | ± 130          | 0,03 %     | 0        |
| 2006      | 21             | 3 022     | ± 143          | 0,02 %     | 0        |
| 2008      | 24             | 3 572     | ± 148          | 0,03 %     | 0        |
| 2011      | 20             | 2 925     | ± 146          | 0,02 %     | 0        |
| 2015      | 26             | 4 382     | ± 169          | 0,02 %     | 0        |
| 2019      | 30             | 3 905     | ± 130          | 0,02 %     | 0        |

## Secrétaires généraux du CPC
- Tom Burpee (mai 1921-décembre 1921)
- William Moriarty (1921–1923)
- Jack MacDonald (en) (1923-1929)
- Tim Buck (1929-1962)
- Leslie Morris (1962-1964)
- William Kashtan (1965-1988)
- George Hewison (1988-1992)
- Miguel Figueroa (1992-2016)
- Elizabeth Rowley (depuis 2016)

## Congrès du PCC
- Ier Congrès - 28 au 29 mai 1921
- IIe Congrès - 22 au 23 février 1923
- IIIe Congrès - 18 au 19 avril 1924
- IVe Congrès - 11 au 13 septembre 1925
- Ve Congrès - 17 au 20 juin 1927
- VIe Congrès - 31 mai au 6 juin 1929
- VIIe Congrès - 23 au 28 juillet 1934
- VIIIe Congrès - 8 au 12 octobre 1937
- IXe Congrès - Octobre 1937
- Xe Congrès - 21 au 22 août 1943
- XIe Congrès - 1er au 5 juin 1946
- XIIe Congrès - 4 au 8 février 1949
- XIIIe Congrès - 25 au 28 janvier 1951
- XIVe Congrès - 25 au 28 mars 1954
- XVe Congrès - 19 au 22 avril 1957
- XVIe Congrès - 2 au 12 octobre 1959
- XVIIe Congrès - 19 au 21 janvier 1962
- XVIIIe Congrès - 27 au 30 mars 1964
- XIXe Congrès - 1966
- XXe Congrès - 4 au 6 avril 1969
- XXIe Congrès - Novembre 1971

- XXIIIe Congrès - 9 au 11 octobre 1976
- XXIVe Congrès - 1980
- XXVe Congrès - 13 au 15 février 1982
- XXVIe Congrès - 5 au 8 avril 1985
- XXVIIe Congrès - Mai 1989
- XXVIIIe Congrès - 6 au 8 octobre 1990

- XXXe Congrès - 5 au 6 décembre 1992

- XXXIIIe Congrès - Février 2001
- XXXIVe Congrès - 29 janvier au 1er février 2004
- XXXVe Congrès - 1er au 4 février 2007
- XXXVIe Congrès -  5 au 7 février 2010
- XXXVIIe Congrès -  5 au 7 avril 2013
- XXXVIIIe Congrès - 21 au 23 mai 2016
- XXXIXe Congrès - 17 au 19 mai 2019
- XLe Congrès - 1er au 3 juillet 2022

## Sections provinciales
Le Parti communiste du Canada possède des sections provinciales qui disputent les élections générales au niveau provincial. Dans certains cas, le nom de la section provinciale est au format « Parti communiste du Canada - [Province] » :
- Alberta : Parti communiste de l'Alberta
- Colombie-Britannique : Parti communiste de la Colombie-Britannique
- Manitoba : Parti communiste du Canada - Manitoba
- Ontario : Parti communiste de l'Ontario
- Québec : Parti communiste du Québec (PCQ-PCC)
- Saskatchewan : Parti communiste du Canada - Saskatchewan

## Archives
Un fonds d'archives rassemble celles du parti communiste du Canada à la Bibliothèque et Archives du Canada. Il est aussi possible de consulter un large fonds documentaire et archivistique en lien avec l'histoire du PCC préservé par le collectif Archives Révolutionnaires.

## Identité visuelle

Ancien logo.
Logo actuel.